# Piñeiro (Marín)
San Tomé de Piñeiro es una parroquia del Ayuntamiento de Marín, provincia de Pontevedra, Comunidad Autónoma de Galicia.
En el último padrón (el del año 2004), figuraban en el censo, 1.131 habitantes, de los cuales 584 son mujeres y 531 son hombres, distribuidos en 12 núcleos de población, lo que supone un aumento en relación con el censo anterior de un 5,5% en un período de 5 años.
Lo más destacado de esta parroquia es su iglesia románica, que data del siglo XIII, templo que perteneció a un antiguo monasterio. De planta rectangular y con un ábside pentagonal, cuenta, en su capilla mayor, con un retablo barroco de marcada influencia portuguesa.
Lo mejor conservado de la iglesia de Santo Tomé de Piñeiro, es su cabecera poligonal que se asienta sobre tres rebancos que lleva en cada uno de los cuatro vértices una gruesa columna sobre pódium que llega hasta el alero con capiteles casi cúbicos y de tosca labra de entrelazos.
Esta estructura columnaria define cinco paños. En los tres centrales se abre un ventanal de medio punto dovelado pero de aristas vivas que acoge una saetera. Una imposta de doble moldura recorre los tres primeros paños a la altura de los alféizares de las ventanas. Los canecillos son de proa de nave.
Más interesante es su interior con un elegante arco triunfal de dos arquivoltas apuntadas, la interior de arista viva y la exterior de baquetón combinado con escocia y tetrapétalas trasdosada por chambrana ajedrezada. Otro arco fajón apuntado ayuda a sostener la bóveda de cañón.
Los cuatro capiteles que sostiene estos arcos son variados, uno es de entrelazos, otro de hojas terminadas en espiral y los otros dos tienen esculpidos cuadrúpedos alternados con hombres o ángeles.
También destaca el antiguo Pazo de Cadro, y una gran cantidad de molinos a orillas de los ríos, muchos de ellos aún en funcionamiento.
La Parroquia cuenta además con una Casa de Cultura de grandes proporciones donde se concentran casi todas las actividades de la parroquia.
Entre las fiestas de esta Parroquia destaca la Fiesta de la Manzana y la Sidra, que se celebra anualmente después del verano, generalmente en septiembre.
La ruta de senderismo GR59 pasa por esta parroquia y recorre gran parte de los atractivos artísticos-arqueológicos y naturales de Santomé.
La parroquia cuenta también con equipo de fútbol, la Sociedad Deportiva Santomé que milita actualmente en Segunda Regional.
esta iglesia se encuentra en la provincia de Pontevedra , Galicia en la villa de Marín cerca del castro da subida , en la parte alta de Marín. las iglesias de este tipo (románicas) tienen planta de cruz latina poseen un deambulatorio , y los llamados abades que son pequeñas capillas o esculturas a las que se puede acceder desde el deambulatorio. El arte que destaca en esta época eran los relieves como escultura más común , que son figuras que sobresalen de la pared y tienen varias intensidades la baja que casi no sobresale la media y la alta la media sobresale el 50% de la figura y en la alta un 75% más o menos. Se pueden encontrar más difícilmente figuras exentas que son aquellas que son posibles de rodear estas no expresaran ningún sentimiento serán tristes y no darán a entender ningún sentimiento .